# تاکویا ساتو
تاکویا ساتو (ژاپنی: 佐藤 拓也؛ زادهٔ ۱۹ ژوئیهٔ ۱۹۷۸) یک بازیکن فوتبال اهل ژاپن است.
از باشگاه‌هایی که در آن بازی کرده‌است می‌توان به باشگاه فوتبال توکیو و باشگاه فوتبال توکیو وردی اشاره کرد.